# 拉尔斯·比尔德斯滕
拉尔斯·比尔德斯滕（英語：Lars Bildsten，1964年—），美国天体物理学家，加州大学圣芭芭拉分校（UCSB）物理系教授，凯维里理论物理研究所（KITP）第六任主持人。他因关于白矮星及其爆发形成的超新星的相关研究而知名。

## 生平
比尔德斯滕于俄亥俄州立大学获得工程物理学士学位，并于1991年在康奈尔大学获得理论物理学博士学位。在之后的三年时间里，他以Lee A. DuBridge研究基金获得者（Lee A. DuBridge Foundation Fellow）的身份于加州理工学院工作。自1995年1月至1999年7月，比尔德斯滕于加州大学伯克利分校天文系和物理系担任助理教授并获得终身教职，并于1999年加入加州大学圣芭芭拉分校。2010年起，比尔德斯滕任Wayne Rosing, Simon and Diana Raab天体物理讲席教授，并于2012年继戴维·格娄斯成为凯维里理论物理研究所主持人。
在教学与科研之外，比尔德斯滕还致力于提升中学科学教育的教学质量。作为圣芭芭拉Dos Pueblos工程基金会的理事，他募集了两百万美元的资金用于改善教学设备和支持中学数学教员。

## 荣誉
比尔德斯滕于1995年获得斯隆研究基金（Sloan Research Fellowships），并于1998年被科学促进发展基金会（Research Corporation for Science Advancement）授予科特雷尔学者（Cottrell Scholar）称号。1999年，他获得美国天文学会华纳奖（Helen B. Warner Prize for Astronomy）。比尔德斯滕受邀担任的讲席职位包括2000年康奈尔大学的Edwin Salpeter讲席和2004年德国马克斯·普朗克天体物理研究所的Biermann讲席。